# 와지르현

와지르현

와지르현(Wajir County)은 케냐를 구성하는 47개 현 가운데 하나로 현도는 와지르이며 면적은 55,840.6km2, 인구는 661,941명(2009년 기준)이다. 2013년에 실시된 행정 구역 개편에 따라 북동부주에서 분리되어 신설되었다. 서쪽으로는 마르사비트현, 남서쪽으로는 이시올로현, 남쪽으로는 가리사현, 북동쪽으로는 만데라현과 접하며 북쪽으로는 에티오피아, 동쪽으로는 소말리아와 국경을 접한다.

## 인구
| 연도    | 인구    | ±%      |
| ------- | ------- | ------- |
| 1979    | 139,319 | —       |
| 1989    | 122,769 | −11.9%  |
| 1999    | 319,261 | +160.1% |
| 2009    | 661,941 | +107.3% |
| 2019    | 781,263 | +18.0%  |
| source: |         |         |